# Teratocephalus decarinus
Teratocephalus decarinus är en rundmaskart som beskrevs av Anderson 1969. Teratocephalus decarinus ingår i släktet Teratocephalus och familjen Teratocephalidae. Inga underarter finns listade i Catalogue of Life.